# Женская сборная Мексики по футболу
Женская сборная Мексики по футболу представляет Мексику на международных матчах и турнирах по футболу среди женщин. Контролируется Федерацией футбола Мексики. Являются одной из сильнейших сборных Северной Америки. Несмотря на то, что до 1991 года сборная официально не признавалась ФИФА, она была впервые организована ещё в 1963 году. В эпоху неофициального женского футбола Мексика неоднократно участвовала в крупным международных турнирах. В 1970 году сборная заняла 3-е место на чемпионате мира под эгидой FIEFF. А в следующем году принимала подобный турнир у себя дома, выйдя в финал и собрав рекордную для женского футбола аудиторию в 110 000 зрителей на стадионе «Ацтека». Однако этот рекорд не признан ФИФА.
В современную эпоху у Мексики не так много успехов в турнирах, проводимых под эгидой ФИФА. Лишь один раз сборная попадала на Олимпийские игры в 2004 году, выйдя там в четвертьфинал. На чемпионатах мира успехи более скромные: 3 участия и ни одного выхода из группы. На континентальном уровне у Мексики россыпь бронзовых медалей. Сборной на данный момент ни разу не удавалось стать лучшей на континенте, регулярно уступая сборным США и Канады.

## Выступления на международных турнирах

### Чемпионат мира
| Год   | Стадия               | Место                | И                    | В                    | Н*                   | П                    | ЗМ                   | ПМ                   |
| ----- | -------------------- | -------------------- | -------------------- | -------------------- | -------------------- | -------------------- | -------------------- | -------------------- |
| 1991  | Не квалифицировалась | Не квалифицировалась | Не квалифицировалась | Не квалифицировалась | Не квалифицировалась | Не квалифицировалась | Не квалифицировалась | Не квалифицировалась |
| 1995  | Не квалифицировалась | Не квалифицировалась | Не квалифицировалась | Не квалифицировалась | Не квалифицировалась | Не квалифицировалась | Не квалифицировалась | Не квалифицировалась |
| 1999  | Групповой этап       | 16-е                 | 3                    | 0                    | 0                    | 3                    | 1                    | 15                   |
| 2003  | Не квалифицировалась | Не квалифицировалась | Не квалифицировалась | Не квалифицировалась | Не квалифицировалась | Не квалифицировалась | Не квалифицировалась | Не квалифицировалась |
| 2007  | Не квалифицировалась | Не квалифицировалась | Не квалифицировалась | Не квалифицировалась | Не квалифицировалась | Не квалифицировалась | Не квалифицировалась | Не квалифицировалась |
| 2011  | Групповой этап       | 11-е                 | 3                    | 0                    | 2                    | 1                    | 3                    | 7                    |
| 2015  | Групповой этап       | 22-е                 | 3                    | 0                    | 1                    | 2                    | 2                    | 8                    |
| 2019  | Не квалифицировалась | Не квалифицировалась | Не квалифицировалась | Не квалифицировалась | Не квалифицировалась | Не квалифицировалась | Не квалифицировалась | Не квалифицировалась |
| 2023  | Ещё не состоялся     | Ещё не состоялся     | Ещё не состоялся     | Ещё не состоялся     | Ещё не состоялся     | Ещё не состоялся     | Ещё не состоялся     | Ещё не состоялся     |
| Всего | Всего                | 3/9                  | 9                    | 0                    | 3                    | 6                    | 6                    | 30                   |

### Олимпийские игры
| Год   | Стадия               | Место                | И                    | В                    | Н*                   | П                    | ЗМ                   | ПМ                   |
| ----- | -------------------- | -------------------- | -------------------- | -------------------- | -------------------- | -------------------- | -------------------- | -------------------- |
| 1996  | Не квалифицировалась | Не квалифицировалась | Не квалифицировалась | Не квалифицировалась | Не квалифицировалась | Не квалифицировалась | Не квалифицировалась | Не квалифицировалась |
| 2000  | Не квалифицировалась | Не квалифицировалась | Не квалифицировалась | Не квалифицировалась | Не квалифицировалась | Не квалифицировалась | Не квалифицировалась | Не квалифицировалась |
| 2004  | 1/4 финала           | 8-е                  | 3                    | 0                    | 1                    | 2                    | 1                    | 8                    |
| 2008  | Не квалифицировалась | Не квалифицировалась | Не квалифицировалась | Не квалифицировалась | Не квалифицировалась | Не квалифицировалась | Не квалифицировалась | Не квалифицировалась |
| 2012  | Не квалифицировалась | Не квалифицировалась | Не квалифицировалась | Не квалифицировалась | Не квалифицировалась | Не квалифицировалась | Не квалифицировалась | Не квалифицировалась |
| 2016  | Не квалифицировалась | Не квалифицировалась | Не квалифицировалась | Не квалифицировалась | Не квалифицировалась | Не квалифицировалась | Не квалифицировалась | Не квалифицировалась |
| 2020  | Не квалифицировалась | Не квалифицировалась | Не квалифицировалась | Не квалифицировалась | Не квалифицировалась | Не квалифицировалась | Не квалифицировалась | Не квалифицировалась |
| 2024  | Ещё не состоялся     | Ещё не состоялся     | Ещё не состоялся     | Ещё не состоялся     | Ещё не состоялся     | Ещё не состоялся     | Ещё не состоялся     | Ещё не состоялся     |
| 2028  | Ещё не состоялся     | Ещё не состоялся     | Ещё не состоялся     | Ещё не состоялся     | Ещё не состоялся     | Ещё не состоялся     | Ещё не состоялся     | Ещё не состоялся     |
| Всего | -                    | 1/6                  | 3                    | 0                    | 1                    | 2                    | 1                    | 8                    |

### Чемпионат КОНКАКАФ
| Год   | Стадия               | И                    | В                    | Н*                   | П                    | ЗМ                   | ПМ                   |
| ----- | -------------------- | -------------------- | -------------------- | -------------------- | -------------------- | -------------------- | -------------------- |
| 1991  | Групповой этап       | 3                    | 1                    | 0                    | 2                    | 9                    | 16                   |
| 1993  | Не квалифицировалась | Не квалифицировалась | Не квалифицировалась | Не квалифицировалась | Не квалифицировалась | Не квалифицировалась | Не квалифицировалась |
| 1994  | 3-е место            | 4                    | 1                    | 1                    | 2                    | 6                    | 19                   |
| 1998  | Финалист             | 5                    | 3                    | 1                    | 1                    | 20                   | 6                    |
| 2000  | Групповой этап       | 3                    | 1                    | 0                    | 2                    | 10                   | 7                    |
| 2002  | 3-е место            | 5                    | 3                    | 0                    | 2                    | 11                   | 7                    |
| 2006  | 3-е место            | 3                    | 2                    | 0                    | 1                    | 6                    | 2                    |
| 2010  | Финалист             | 5                    | 3                    | 0                    | 2                    | 11                   | 7                    |
| 2014  | 3-е место            | 5                    | 3                    | 0                    | 2                    | 17                   | 7                    |
| 2018  | Групповой этап       | 3                    | 1                    | 0                    | 2                    | 4                    | 9                    |
| 2020  | Полуфинал            | 4                    | 2                    | 0                    | 2                    | 7                    | 6                    |
| Всего | -                    | 40                   | 20                   | 2                    | 18                   | 101                  | 86                   |

### Панамериканские игры
| Год   | Стадия           | Место            | И                | В                | Н*               | П                | ЗМ               | ПМ               |
| ----- | ---------------- | ---------------- | ---------------- | ---------------- | ---------------- | ---------------- | ---------------- | ---------------- |
| 1999  | Финалист         | 2-е              | 6                | 3                | 1                | 2                | 15               | 9                |
| 2003  | 3-е место        | 3-е              | 4                | 3                | 0                | 1                | 10               | 5                |
| 2007  | 4-е место        | 4-е              | 5                | 3                | 0                | 2                | 6                | 1                |
| 2011  | 3-е место        | 3-е              | 5                | 2                | 2                | 1                | 3                | 2                |
| 2015  | 3-е место        | 3-е              | 5                | 3                | 0                | 2                | 10               | 7                |
| 2019  | 5-е место        | 5-е              | 4                | 2                | 1                | 1                | 10               | 5                |
| 2023  | Ещё не состоялся | Ещё не состоялся | Ещё не состоялся | Ещё не состоялся | Ещё не состоялся | Ещё не состоялся | Ещё не состоялся | Ещё не состоялся |
| Всего | -                | 6/6              | 29               | 16               | 4                | 9                | 64               | 29               |

### Игры Центральной Америки и Карибского бассейна
| Год   | Стадия           | Место            | И                | В                | Н*               | П                | ЗМ               | ПМ               |
| ----- | ---------------- | ---------------- | ---------------- | ---------------- | ---------------- | ---------------- | ---------------- | ---------------- |
| 2010  | Снялась          | Снялась          | Снялась          | Снялась          | Снялась          | Снялась          | Снялась          | Снялась          |
| 2014  | Чемпион          | 1-е              | 5                | 4                | 1                | 0                | 11               | 1                |
| 2018  | Чемпион          | 1-е              | 5                | 5                | 0                | 0                | 18               | 3                |
| 2022  | Ещё не состоялся | Ещё не состоялся | Ещё не состоялся | Ещё не состоялся | Ещё не состоялся | Ещё не состоялся | Ещё не состоялся | Ещё не состоялся |
| Всего | -                | 2/3              | 10               | 9                | 1                | 0                | 29               | 4                |

- Ничьи включают игры с сериями послематчевых пенальти.